# Vandijkophrynus
Vandijkophrynus – rodzaj płazów bezogonowych z rodziny ropuchowatych (Bufonidae).

## Zasięg występowania
Rodzaj obejmuje gatunki występujące w skrajnie południowej Namibii przez Południowej Afryki, Lesotho i Eswatini do Zimbabwe i Mozambiku.

## Systematyka

### Etymologia
Vandijkophrynus: David Eduard Van Dijk (ur. 1925), południowoafrykański herpetolog; φρυνη phrunē, φρυνης phrunēs „ropucha”. 

### Podział systematyczny
Do rodzaju należą następujące gatunki:
- Vandijkophrynus amatolicus (Hewitt, 1925)
- Vandijkophrynus angusticeps (Smith, 1848)
- Vandijkophrynus gariepensis (Smith, 1848)
- Vandijkophrynus inyangae (Poynton, 1963)
- Vandijkophrynus nubicola (Hewitt, 1927)
- Vandijkophrynus robinsoni (Branch & Braack, 1996)